# Kasteel van Gronsveld
Het Kasteel van Gronsveld ligt in de kom van het gelijknamige dorp Gronsveld dat een deel vormt van de Nederlands Limburgse gemeente Eijsden-Margraten. Het kasteel, dat in de 19e eeuw na sloop herbouwd werd, is een rijksmonument.

## Geschiedenis en bewoners

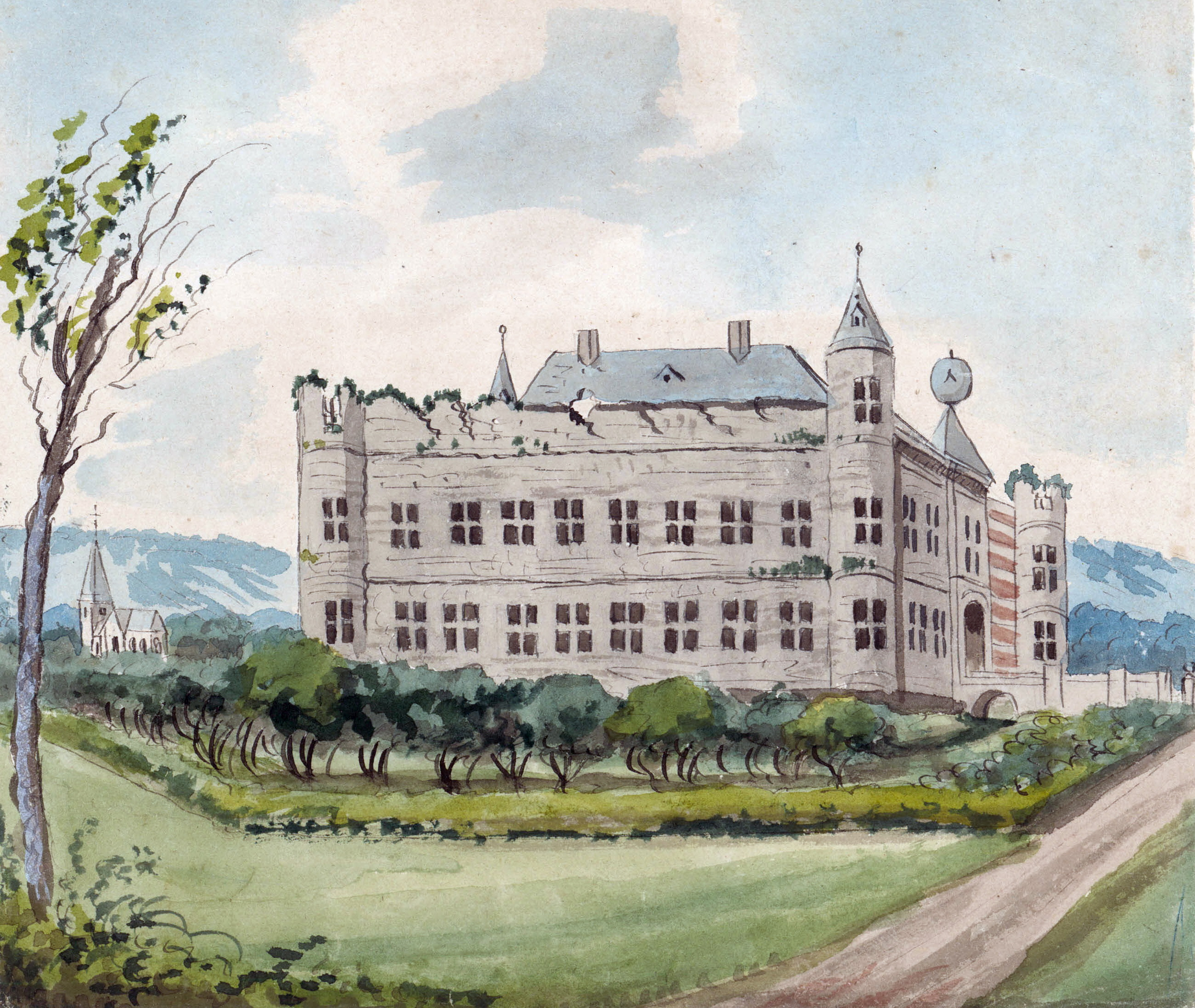
Het kasteel omstreeks 1800 (tekening Ph. van Gulpen)

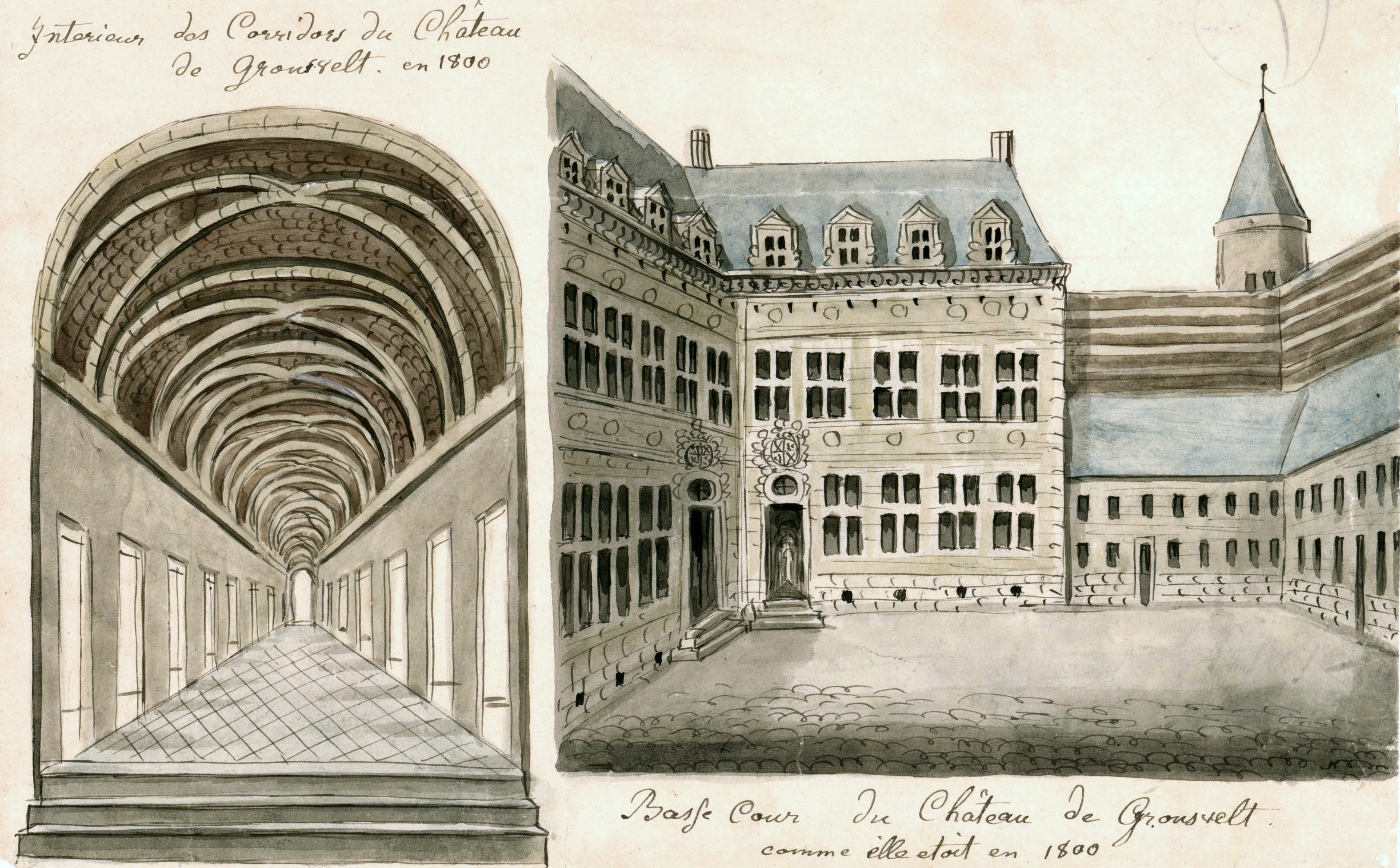
Idem, detail interieur en hofzijde

In oorsprong zou op de plek van het kasteel een 13e-eeuws mottekasteel hebben gelegen, dat de voorloper was van de rond 1300 gebouwde rechthoekige burcht met ronde hoektorens. Deze burcht was eigendom van de machtige Heren van Gronsveld en vormde de zetel van hun Heerlijkheid. De Heren van Gronsveld bezaten meerdere burchten en landerijen in het hertogdom Limburg en het Land Van Rode. Toen Johan III van Gronsveld in 1386 in Aken werd vermoord, erfde zijn broer, Hendrik III van Gronsveld, zijn gehele bezit, inclusief Gronsveld en Rimburg. Door het ontbreken van een mannelijke nazaat kwam de heerlijkheid Gronsveld in bezit van de familie Van Bronckhorst, toen Diederik van Bronckhorst-Batenburg, heer van Batenburg en Anholt, huwde met de kleindochter van Hendrik. De familie Van Bronckhorst had goede relaties met keizer Maximiliaan I en diens kleinzoon keizer Karel V. Op voorspraak van eerstgenoemde werd de vrije heerlijkheid in 1498 verheven tot baronie, waardoor Diederik en zijn nazaten de titel baron (Reichsfreiherr) mochten dragen. Joost van Bronckhorst werd door keizer Rudolf II in 1586 verheven tot rijksgraaf, waardoor deze zitting kreeg in de Duitse Rijksdag en zich vorst van het Heilige Roomse Rijk mocht noemen.
Door deze ontwikkelingen verbleven de Bronckhorsten vrijwel uitsluitend in Duitsland en trokken ze zich meer en meer terug uit Gronsveld. Uiteindelijk kwam het kasteel leeg te staan en werd het een toevluchtsoord voor zwervers en rovers. Een der roversbendes werd gevormd door een stel Hessische ruiters uit de Noordelijke Nederlanden. Toen deze bendes steeds vaker plundertochten gingen houden in de gebieden tussen Luik, Maastricht en Aken, werd er in 1594 door de prins-bisschop van Luik een leger op af gestuurd. Naar verluidt zou de burcht bij die gelegenheid verwoest zijn. In 1643, tegen het einde van de Tachtigjarige Oorlog, maakte zich een troep Hessische huurlingen onder aanvoering van de ritmeester Van Cauwenberg meester van het kasteel. Ze terroriseerden de nabije dorpen en verstoorden de handel in het gebied tussen Maastricht en Aken. Een Luikse legereenheid, gesteund door Akense burgers, maakten een einde aan hun roversactiviteiten. Van Cauwenberg werd in een venster van het kasteel opgehangen.
Hoewel de heren Van Bronckhorst er na 1643 niet meer woonden, bleven ze het kasteel toch onderhouden. Het oostelijke deel werd in de oorspronkelijke staat opnieuw opgericht. Het kasteel bleef eigendom van de familie Van Bronckhorst tot 1719, toen het graafschap door vererving in bezit kwam van het Duitse geslacht Von Törring-Jettenbach.
Vanaf circa 1770 trad er een geleidelijk verval in. In 1801 werd het kasteel, dat toen al bijna geheel in ruïneuze staat verkeerde, door de Fransen geconfisqueerd en vervolgens verkocht aan een makelaar uit Wezet (Visé). In 1833 verkocht Adrienne de Creeft, weduwe van de Luikenaar J.H.S. Crutz, de gronden ter grootte van 8 bunder en 75 roeden met de daarop staande bouwvallen, aan André Adolphe Gadiot te Namen. A.A. Gadiot was van 1841 tot 1848 burgemeester van Gronsveld. Hij liet het vervallen kasteel grotendeels slopen en liet op de fundamenten het huidige hoofdgebouw in neocloassicistische stijl optrekken. In 1860 verkocht hij het complex voor het drievoudige van de aankoopprijs aan zijn halfbroer W.J. Gadiot uit Maastricht. Deze liet het kasteel omstreeks 1880 uitbreiden en verfraaien in neogotische stijl naar een ontwerp van de Luikse architect Charles Étienne Soubre (1846-1915). Ook de tuin werd onder handen genomen. De oude grachten verdwenen, maar de niveauverschillen werden gehandhaafd en ingepast in het concept van een romantische tuin. Bewaard gebleven delen van het middeleeuwse kasteel werden in het tuinontwerp geïntegreerd.
De Gadiots bleven eigenaar tot 1988, toen het kasteel in eigendom overging naar de Amsterdamse farmaceut H. Freie. In 2000 werd het verkocht aan het echtpaar Froger-Van Houtrijve, dat er onder andere stiltedagen, cursussen en lezingen over spiritualiteit aanbiedt.

## Beschrijving van het kasteel
Het huidige kasteel is vanaf 1833 als kasteelachtig landhuis tot stand gekomen in opdracht van twee leden van de Maastrichtse familie Gadiot. Het hoofdgebouw is opgericht op de grondvesten van een der ronde torens van een voormalige, voor 1300 gebouwde, rechthoekige burcht. Resten van de drie andere hoektorens en tussenliggend muurwerk zijn nog aanwezig. Bij de bouw van het hoofdgebouw uit mergel en natuursteen zijn delen van de oude burcht hergebruikt. De architect van deze bouwfase is onbekend. Omstreeks 1880 werd het landhuis in neogotische stijl verbouwd, naar plannen van Soubre. Boven de hoofdingang aan de westgevel verrees een trapgevel. Aan de hoeken werden arkeltorentjes toegevoegd (zoals Pierre Cuypers tien jaar later bij Kasteel Schaloen zou doen). Gelijktijdig werd tegen de resten van de noordoostelijke kasteelmuur een grote oranjerie van giet- en smeedijzer en glas gebouwd.
In het interieur zijn elementen van de neoclassicistische inrichting uit het tweede kwart van de negentiende eeuw bewaard gebleven, zoals de wanddecoratie in de voormalige vestibule, twee geel-marmeren schoorsteenmantels, een eiken trap met gesneden balusters, een houten bedstee en een kastenwand in de oude keuken.
Aan de hoofdweg heeft het kasteel een uit 1881 daterend poortgebouw met poorttoren in neogotische stijl met neoclassicistische elementen. Rond het kasteel bevindt zich een ruim park, dat mogelijk in eerste aanleg ontworpen is door Mathias Soiron.

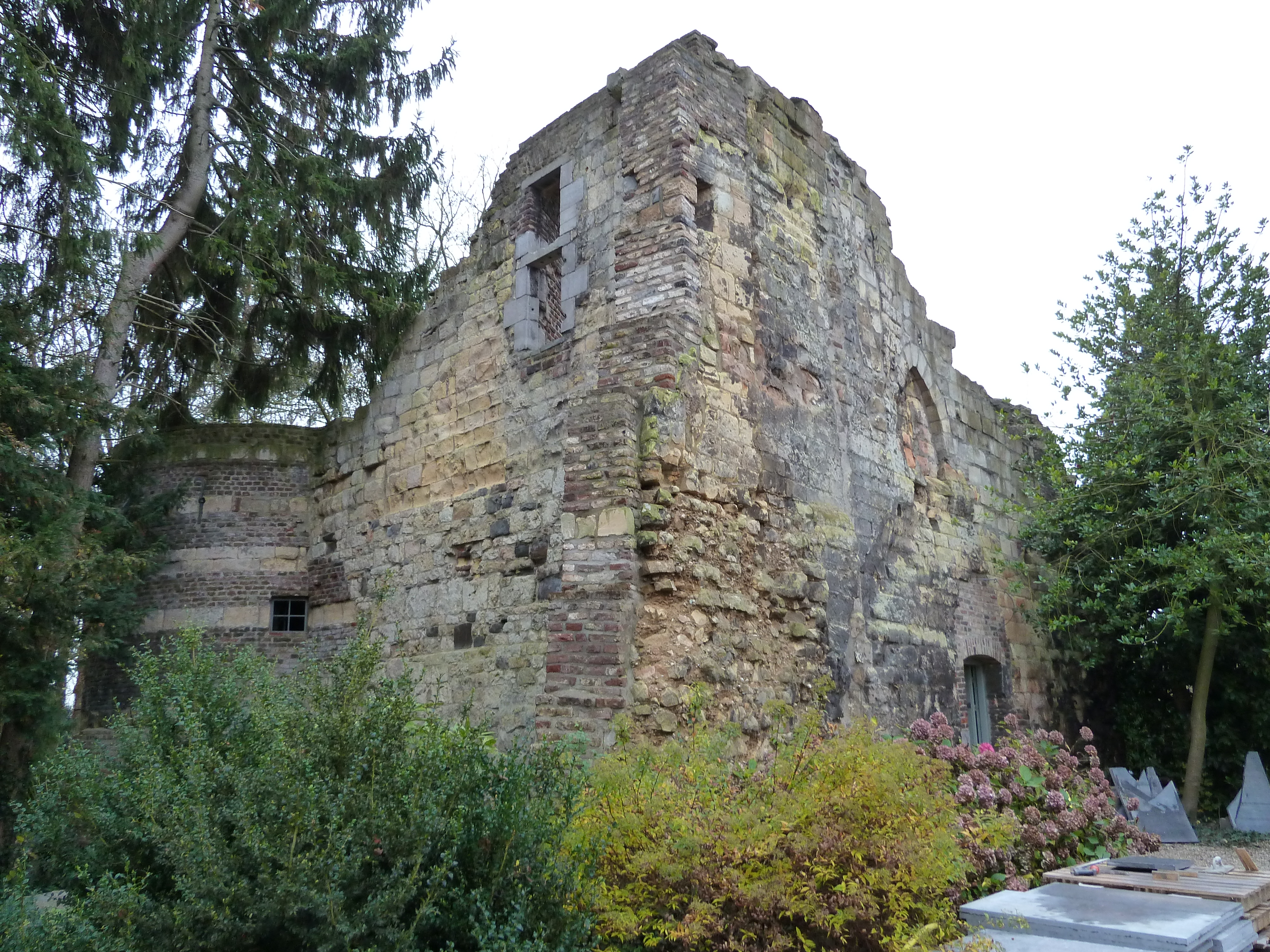
Restant kasteelruïne
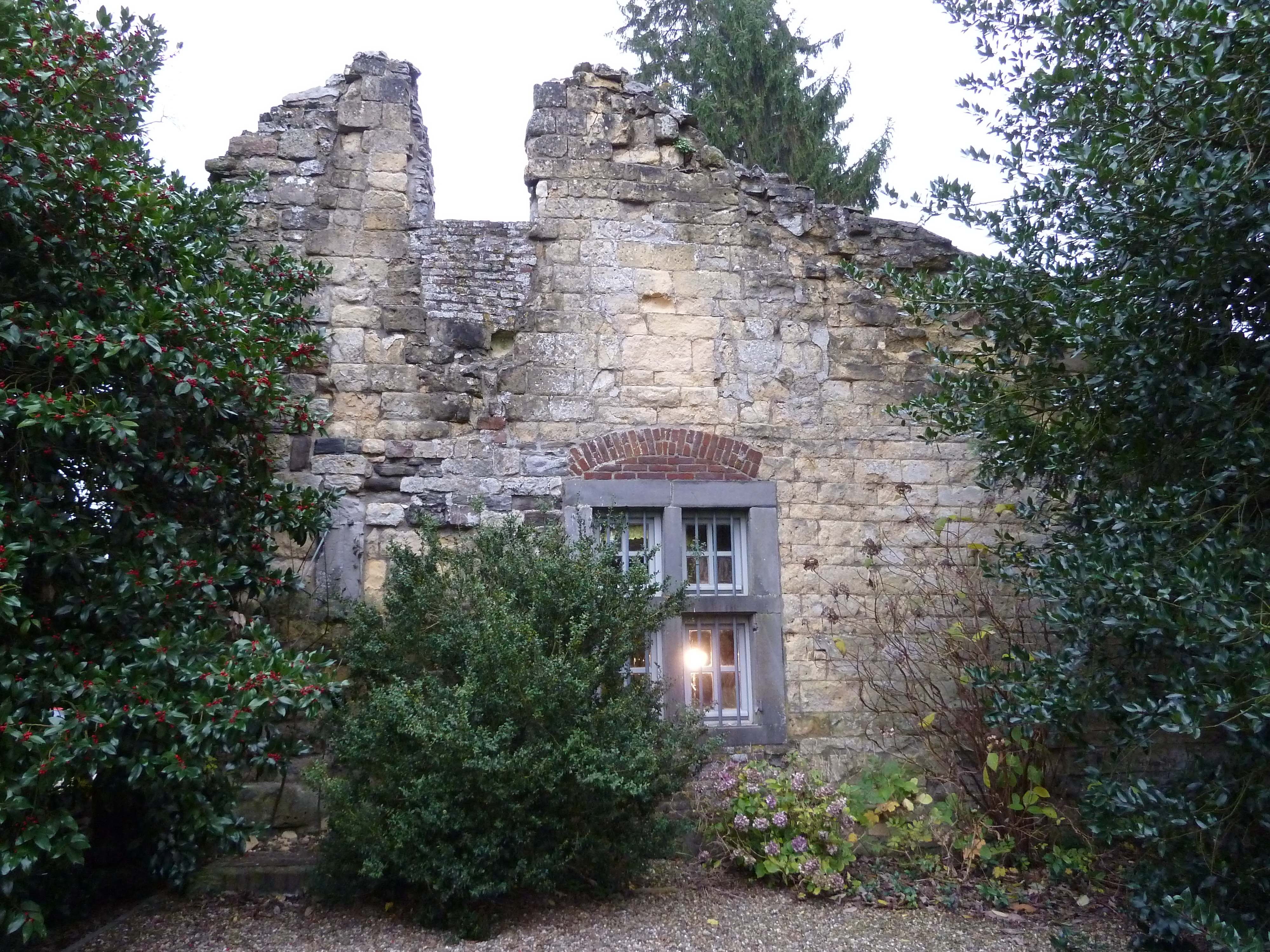
Idem
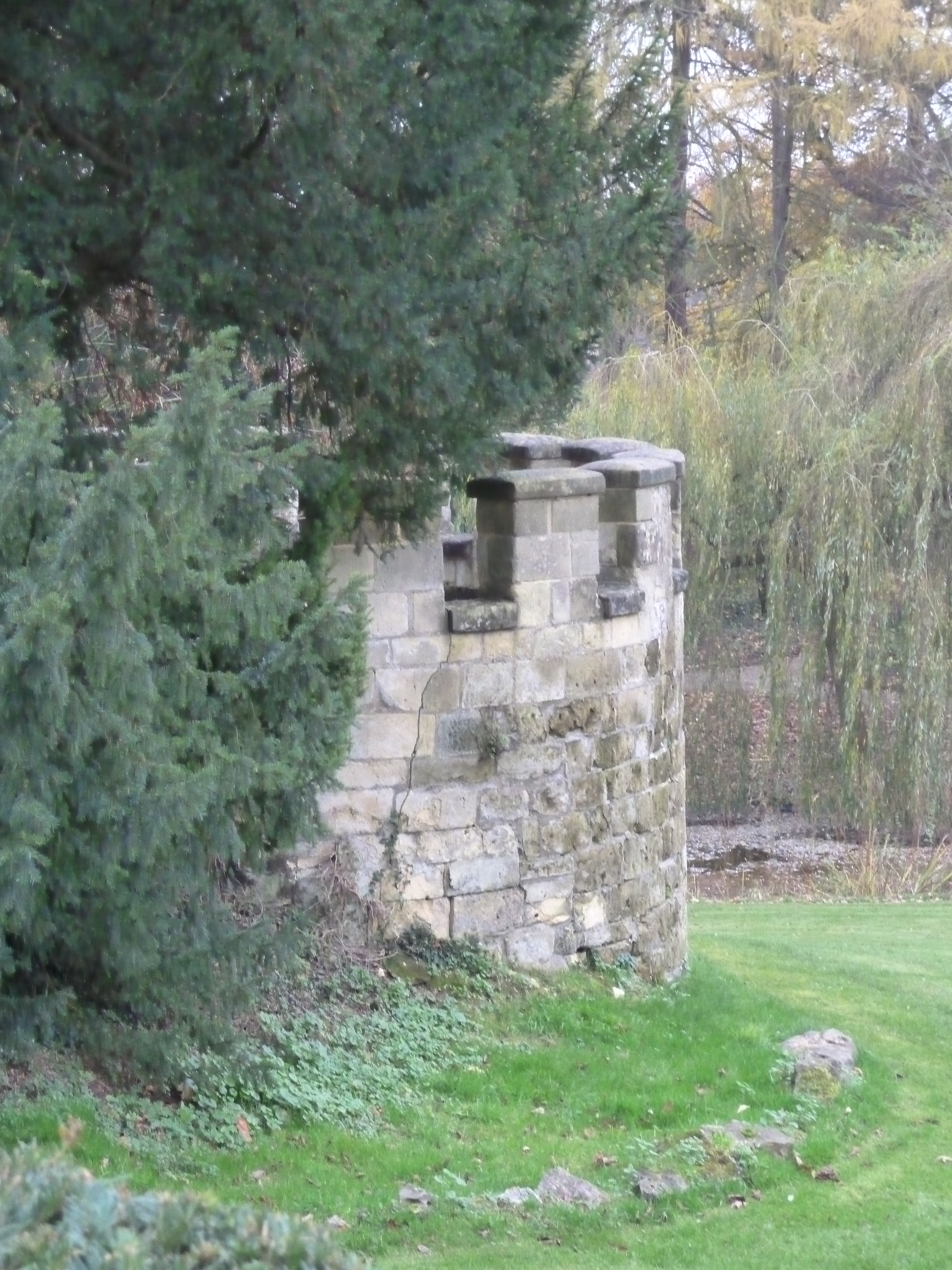
Herstelde hoektoren
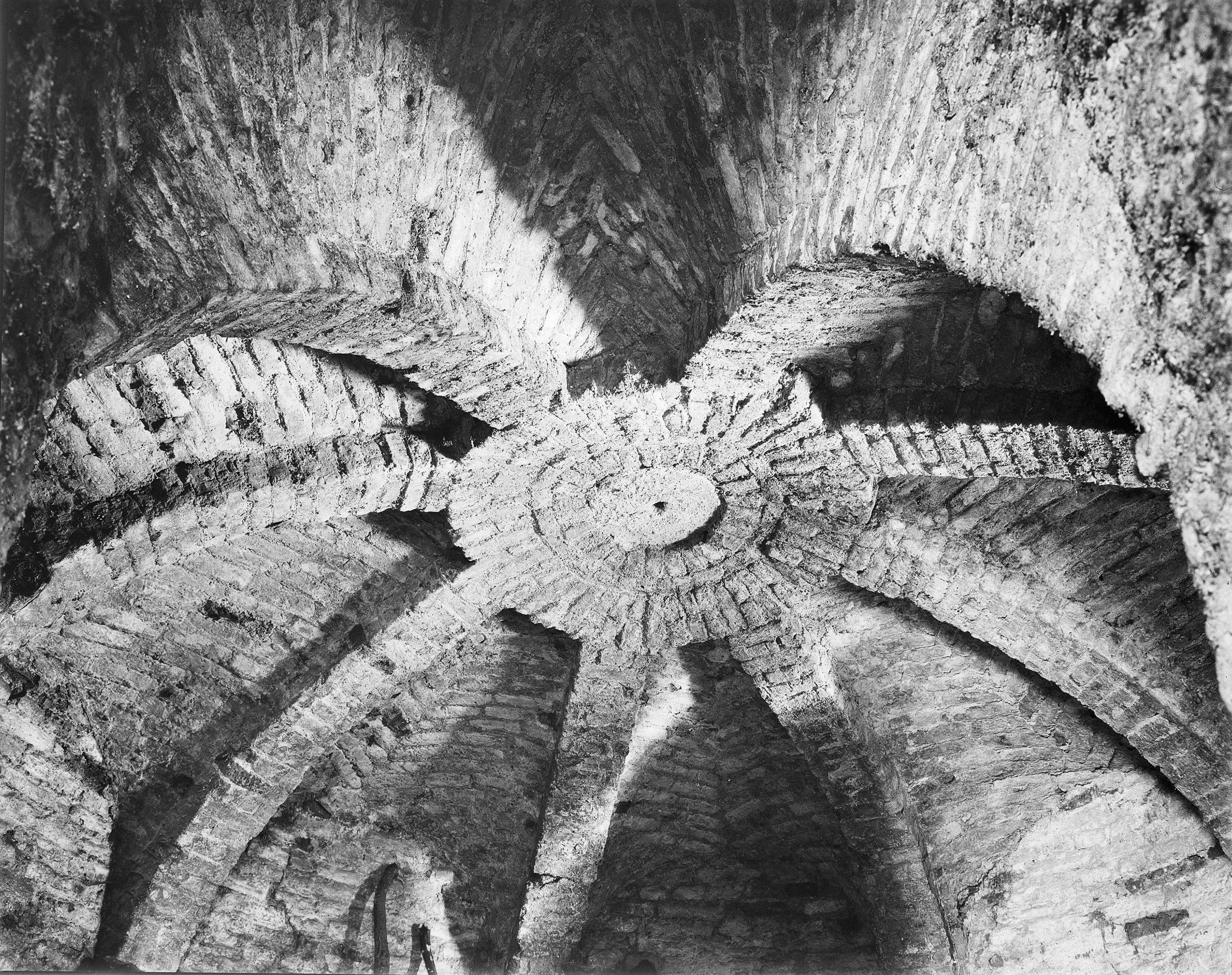
Gewelf kasteelruïne
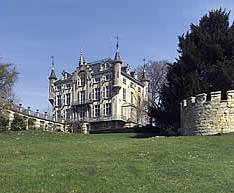
'Nieuwe' kasteel
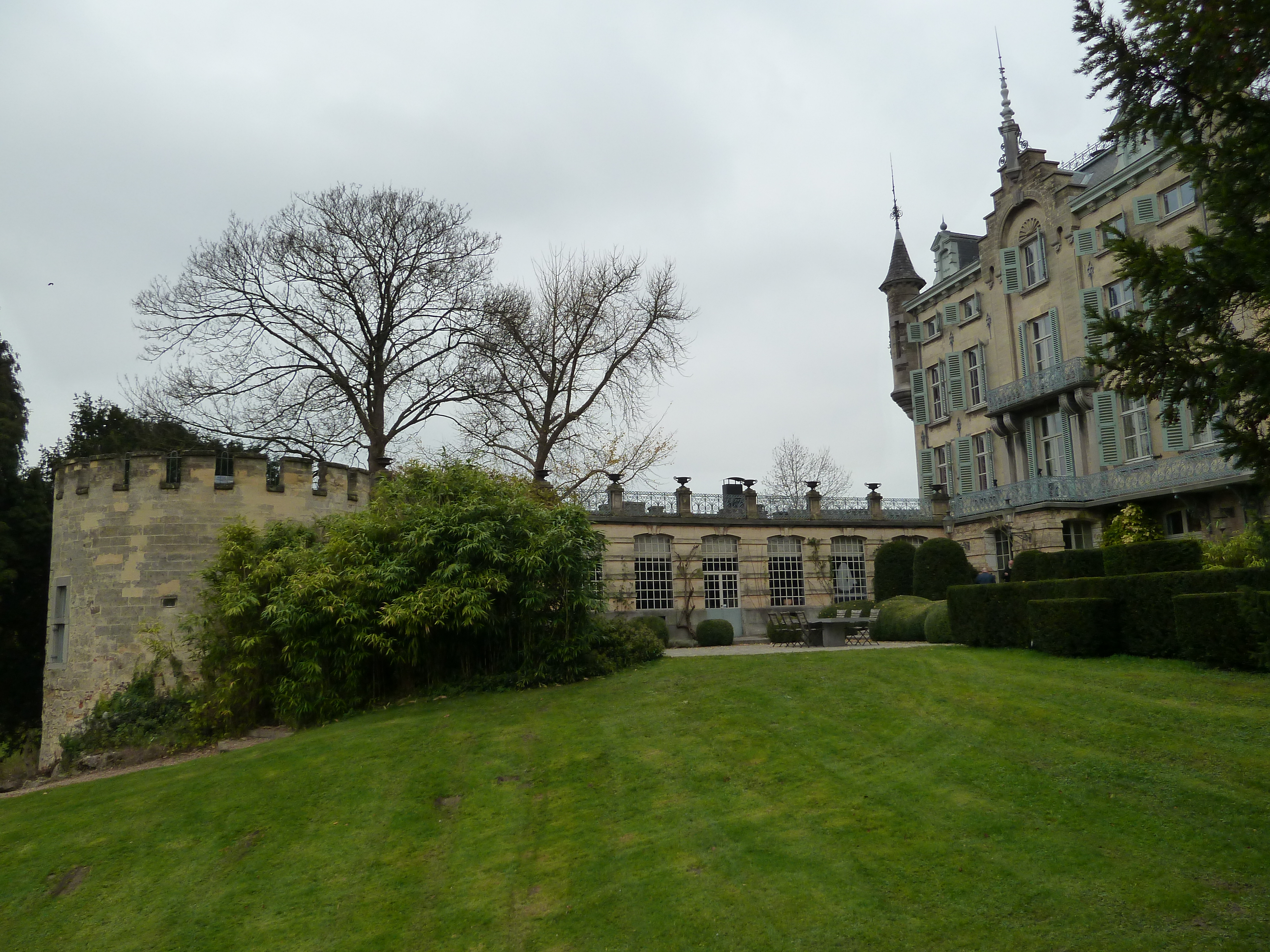
Kasteel met oranjerie
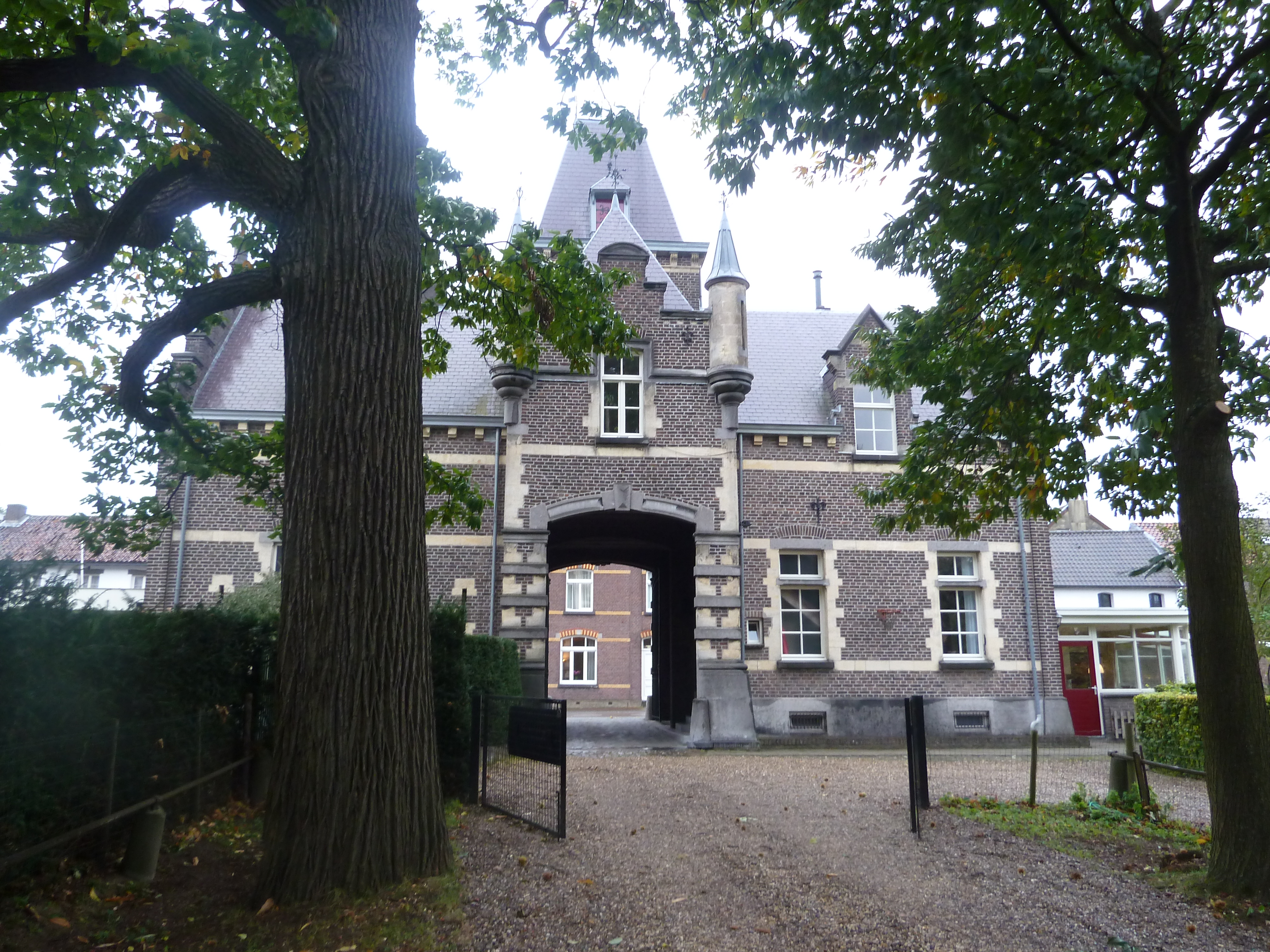
Poortgebouw
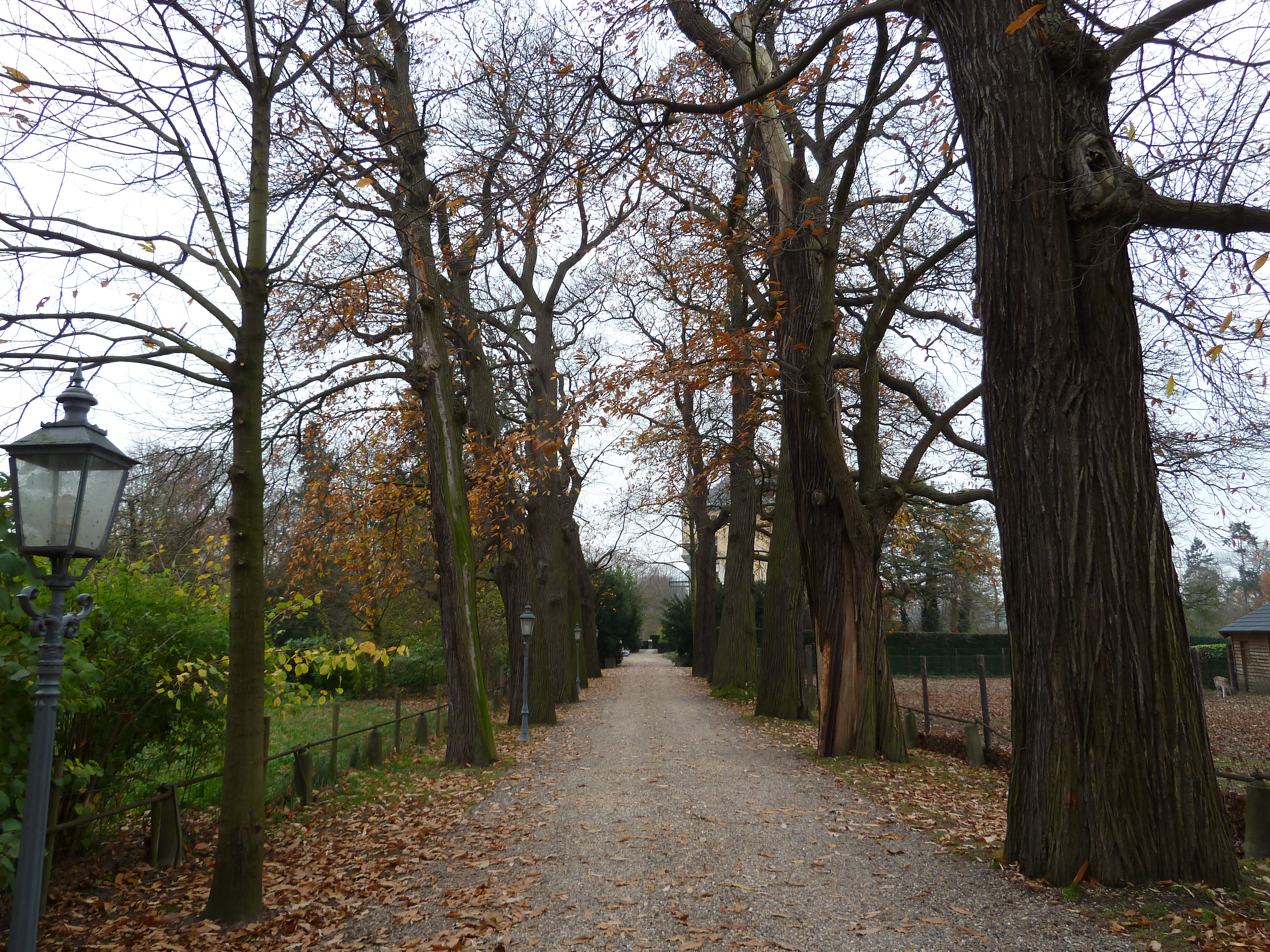
Oprijlaan